# Lista de canções número um na Top 50 Streaming em 2020
Esta é uma lista de canções que atingiram o número um da tabela musical Top 50 Streaming em 2020. A lista é publicada mensalmente pela Pro-Música Brasil, que recolhe os dados elaborados e compilados pela empresa BMAT Music Innovators e divulga as cinquenta faixas mais executadas nas plataformas musicais de streaming Spotify, Apple Music, Napster, Amazon Music e Deezer.

## Histórico
| Mês       | Canção                      | Artista                   | Ref.   |
| --------- | --------------------------- | ------------------------- | ------ |
| Janeiro   | "Liberdade Provisória"      | Henrique & Juliano        | [ 1 ]  |
| Fevereiro | "Liberdade Provisória"      | Henrique & Juliano        | [ 2 ]  |
| Março     | "Liberdade Provisória"      | Henrique & Juliano        | [ 3 ]  |
| Abril     | "A Gente Fez Amor"          | Gusttavo Lima             | [ 4 ]  |
| Maio      | "A Gente Fez Amor"          | Gusttavo Lima             | [ 5 ]  |
| Junho     | "Na Raba Toma Tapão"        | MC Niack                  | [ 6 ]  |
| Julho     | "Desce pro Play (PA PA PA)" | Tyga, MC Zaac e Anitta    | [ 7 ]  |
| Agosto    | "Oh Juliana"                | MC Niack e DJ Rique Sales | [ 8 ]  |
| Setembro  | "Oh Juliana"                | MC Niack e DJ Rique Sales | [ 9 ]  |
| Outubro   | "Recairei"                  | Os Barões da Pisadinha    | [ 10 ] |
| Novembro  | "Recairei"                  | Os Barões da Pisadinha    | [ 11 ] |
| Dezembro  | "Recairei"                  | Os Barões da Pisadinha    | [ 12 ] |